# Jean-Luc Differdange
Jean-Luc Differdange (* 11. Oktober 1951 in Brüssel-Ixelles) ist ein belgisch-luxemburgischer Photograph und Singer-Songwriter. 

Der Photograph und Singer-Songwriter Jean-Luc Differdange (2021)

## Leben
Im Jahr 1958 zog seine Familie nach Düsseldorf, danach folgte im Jahr 1962 der Umzug nach Köln. Hier beendete er seine Schullaufbahn und wurde in der Sander Photographie von Gunther Sander, dem Sohn des berühmten deutschen Photographen August Sander, zum Photographen ausgebildet. Nach der Ausbildung arbeitete er als Assistent von Gerd Sander, dem Enkel von August Sander. Im Jahr 1976 begann er seine musikalische Karriere mit einer ersten Plattenveröffentlichung, nachdem er zuvor schon, seit 1968, Leadsänger und Rhythmusgitarrist in den Kölner Beatbands The Dreaming Corporation und The Muffetees gewesen war. Bis 1990 veröffentlichte er acht Alben.
Ab 1990 arbeitete er mit Gerd Sander wieder in seinem Beruf als Photograph an der fachlichen Aufarbeitung des Nachlasses von August Sander, seit 1993 als Assistent von Gerd Sander im August Sander Archiv der SK Stiftung Kultur, und von 2014 bis zu seiner Pensionierung im Jahr 2017 für die Galerie Julian Sander. Für das Photoprojekt Menschen des 20. Jahrhunderts von August Sander, erschienen in einer siebenbändigen (2001) und einer einbändigen Ausgabe (2010), fertigte er von den Originalnegativen die Abzüge an und führte die notwendigen Retuschen durch.
Seit April 2017 widmete er sich seinem musikalischen Werk, an dem er bereits ab 2007 wieder parallel im Studio Railroad Tracks gearbeitet hatte, mit der Veröffentlichung von inzwischen neun weiteren Alben.
Er ist verheiratet und hat 3 Kinder.

## Radio, Fernsehen und Eurovision Song Contest
Differdange hatte seit 1974 zahlreiche Rundfunk- und Fernsehauftritte, darunter im SWF3, SWF1, WDR1, WDR2, Deutschlandfunk, Radio Köln, BFBS, RTBF, BRF und im WWF-Club in den Jahren 1981, 1986 und 1988, bzw. auf Einsfestival im April 2013.
Sechsmal nahm er an der Vorauswahl zur Vorentscheidung des Eurovision Song Contest teil:  in den Jahren 1981, zweimal 1982, zweimal 1984 und 1990.

## Diskografie
- 1976: 1. Single: L´espérance / Manches Jahr vergeht (DJ 10002)
- 1977: 1. LP: Chansons I (EMI - Electrola - F666040 - DJ 20003)
- 1979: 2. LP: Irgendwann (EMI – Electrola - F666671 - J-L D.-Music 10001)
- 1980: 3. LP: L´homme heureux (EMI-Electrola - F667140 - J-L D.-Music 10002)
- 1981: 4. LP: Le mystère (EMI - Electrola - F667594 - J-L D. - Music 10004)
- 1983: 5. LP: Ich bin so wie ich bin (EMI - Electrola - F668379  - OW – 005)
- 1985: 6. LP: Die Zukunft lebt (EMI - Electrola - F669106 - OW – 009)
- 1985: 2. Single: Warum / Die Zukunft lebt (EMI - F669173 - OW – 0011)
- 1987: 7. LP: Losgelöst (EMI - F669784 – S.M. 4.1.4.87101)
- 1990: 8. LP/CD: Grenzenlos (Seychelles - Music - S.M. 100.1.390)
- 2007: 9. CD: Collection (Railroad Tracks - RRT 1220025)
- 2008: 10. CD: Searching for a new world (Railroad Tracks - RRT 1230026)
- 2008: 3. Single: Love is real / Love is real -  Instrumental (RRT - Promotion)
- 2009: 11. CD: Footprints (J-L D. - Music 10011)
- 2010: 12. CD: Favourites (J-L D. - Music 10012)
- 2011: 13. CD: Tribute to my music (Railroad Tracks - RRT 1230027)
- 2013: 14. CD: The Definitive Collection / Peace in my heart (RRT 1230028)
- 2017: 15. CD: When I was young (HBA - 17075)
- 2020: 16. CD: Peace is just a word (HBL - 20051)
- 2023: 17. CD: I’m on my way (HBL - 023031)